# Thrombophlébite
 Mise en garde médicale
La thrombophlébite est une inflammation d'une veine due à un caillot sanguin , le plus souvent, la jambe est touchée. 

## Types
Les types les plus courants sont la thrombophlébite superficielle et la thrombose veineuse profonde .  Lorsqu'elle se produit de manière répétée à différents endroits, elle est connue sous le nom de thrombophlébite migratrice et peut être associée au cancer . Une autre cause est un trouble constitutif de l'hémostase (thrombophilie). Lorsqu'elle affecte les seins, on parle de maladie de Mondor . Elle peut également affecter le système veineux cérébral pouvant occasionner un accident vasculaire cérébral. Lorsqu'elle est infectée, elle est connue sous le nom de thrombophlébite septique .
A part sont la thrombose de la veine porte et l'occlusion de la veine centrale de la rétine.

## Symptômes
Les symptômes peuvent inclure douleur, gonflement, rougeur, chaleur et durcissement de la veine,. En cas d'infection, de la fièvre et une pression artérielle basse peuvent également survenir
. Les complications peuvent inclure une embolie pulmonaire et un syndrome post-thrombotique .

## Facteurs de risque
Les facteurs de risque comprennent une immobilisation, une intervention chirurgicale récente, la grossesse, les pilules contraceptives, le cancer, l'obésité, les varices, les antécédents familiaux et le site d'insertion intraveineuse ,.  Le mécanisme sous-jacent peut impliquer une mauvaise circulation sanguine, une augmentation de la coagulation sanguine et une lésion ou une compression d'une veine .

## Diagnostic
Le diagnostic repose généralement sur l'échographie lorsque la veine est accessible par cet examen.
Les personnes de plus de 60 ans sont plus fréquemment  touchées.

## Traitement
Les petits caillots dans la veine superficielle peuvent disparaître d'eux-mêmes. Des mesures de confort, telles que les AINS et le maintien de la jambe surélevée, peuvent aider. Les anticoagulants, tels que l'héparine, les antivitamine K ou les anicoagulants oraux directs, sont également fréquemment utilisés.  Occasionnellement, un filtre de veine cave ou une fibrinolyse peut être proposé. 